# António de Oliveira da Silva Gaio
António de Oliveira da Silva Gaio (Viseu, 1830 – Buçaco, 1870) foi um médico e professor de Higiene da Universidade de Coimbra que se distinguiu como escritor, inserindo-se na corrente romântica, com influências de Alexandre Herculano e Camilo Castelo Branco.

## Biografia
Educado no Seminário de Almeida, formou-se em Medicina pela Universidade de Coimbra. Dedicando-se à literatura e ao jornalismo, publicou o romance, Mário – Episódios das Lutas Civis Portuguesas (1868), versando as lutas entre liberais e absolutistas, uma peça de teatro intitulada Frei Caetano Brandão (1869) e fundou O Comércio de Coimbra. Foi pai do poeta Manuel da Silva Gaio.